# Petit Canouan
Petite Canouan je jedan od otoka u otočju Grenadini koji se nalaze između karipskih otoka Sveti Vincent i Grenada. Politički pripada državi Sveti Vincent i Grenadini. Površina mu je približno 0,15 km2. Otok ima status rezervata za divlje životinje, a na otoku je je rezervatu za divlje životinje Petit Canouan.